# 페어 프로그래밍

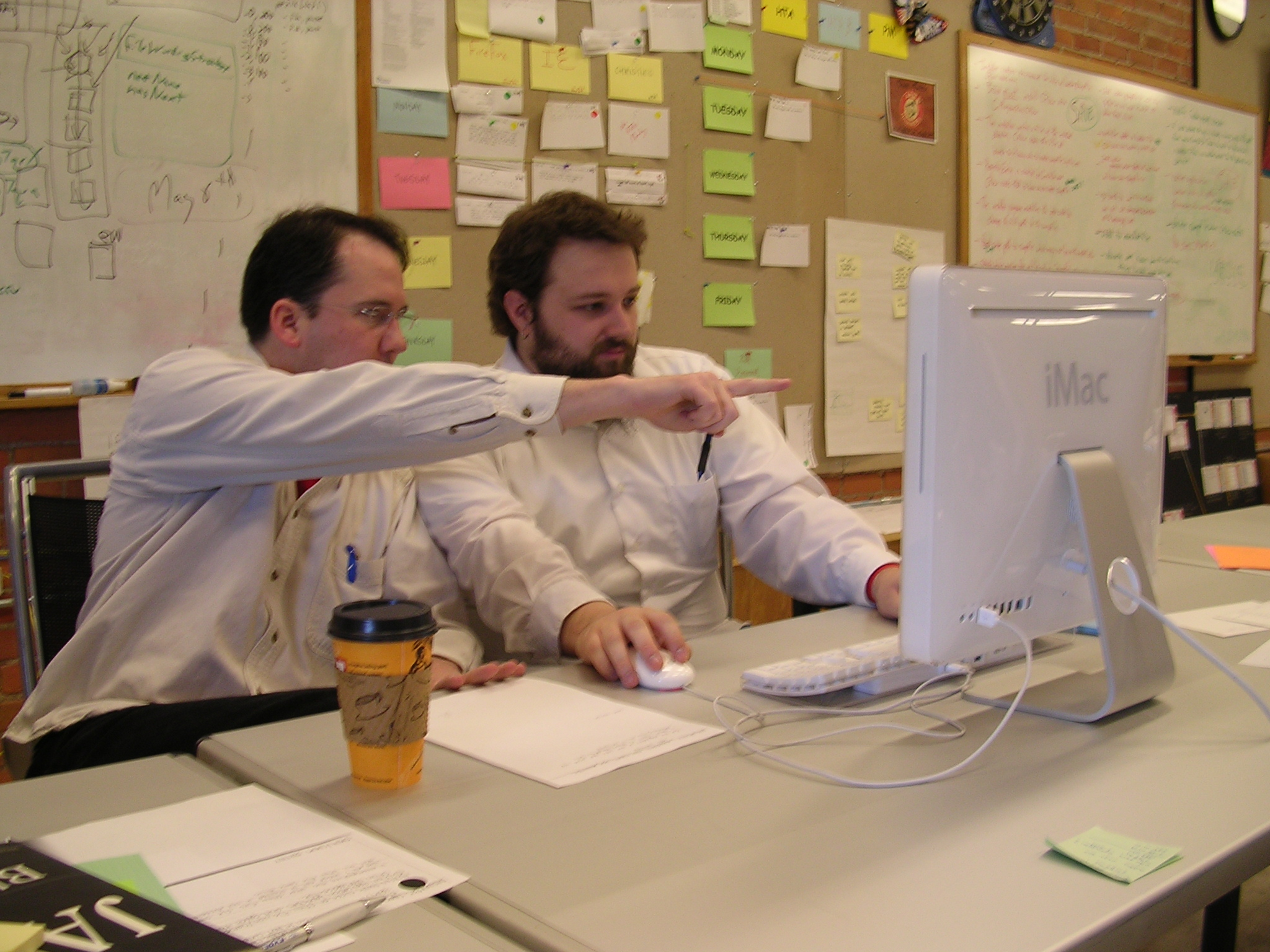
2명의 노동자가 페어 프로그래밍을 하는 모습.

동료 프로그래밍 또는 쌍 프로그래밍은 애자일 소프트웨어 개발 중 하나로 하나의 컴퓨터에서 두 사람의 프로그래머가 작업하는 방법이다.
코드를 작성하는 사람이 진행자(driver)가 되고 다른 한 사람이 관찰자(observer, navigator)가 되어 코드 검토(code review)를 하며 프로그래밍을 작성한다. 두 프로그래머는 수시로 역할을 바꾼다.
코드 검토를 하는 동안에 관찰자는 전략적 방향을 제시하거나 고려하여 개선하기 위한 아이디어와 해결 가능성이 있는 문제를 제시한다. 진행자는 작업을 완료하는 전술적 측면에 모든 관심을 집중시키고 관찰자는 안전망과 가이드의 역할을 담당하게 된다.

## 같이 보기
- 익스트림 프로그래밍